# Lepidodactylus lugubris
Espèce
Synonymes
- Platydactylus lugubris Duméril & Bibron, 1836
- Peropus neglectus Girard, 1858
- Hemidactylus meijeri Bleeker, 1859
- Dactyloperus pomareae Fitzinger, 1861
- Peripia cantoris Günther, 1864
- Gecko harrieti Tytler, 1865
- Gymnodactylus caudeloti Bavay, 1869
- Peropus roseus Cope, 1869
- Peripia meyeri Günther, 1872
- Peripia mysorensis Meyer, 1874
- Peripia ornata Macleay, 1877
- Lepidodactylus divergens Taylor, 1918
- Gehyra variegata ogasawarasimae Okada, 1930

Lepidodactylus lugubris ou Gecko demi-deuil est une espèce de geckos de la famille des Gekkonidae.

## Répartition
Cette espèce se rencontre :
- au Japon, à Taïwan, en Chine, en Inde, au Sri Lanka, aux Maldives, aux Chagos, à Maurice, en Birmanie, au Viêt Nam, en Malaisie, en Indonésie et aux Philippines ;
- en Australie, en Papouasie-Nouvelle-Guinée, à Nauru, aux îles Mariannes, aux Salomon, au Vanuatu, en Nouvelle-Calédonie, aux Fidji, aux îles Cook, aux Tonga, aux Samoa et en Polynésie française.

Elle a été introduite au Mexique, au Nicaragua, au Costa Rica, au Panama, en Colombie, au Venezuela, au Suriname, au Chili, aux îles Galápagos, à Hawaï, en Guadeloupe et aux Seychelles.

## Habitat
Cette espèce majoritairement arboricole est adaptée à de nombreux biotopes, comme des arbres dans les mangroves, dans des palmiers, dans des rochers près
des rivages et même dans les habitations humaines.
Elle vit dans des climats tropicaux humides. Les températures sont raisonnablement chaudes (moins de 30 °C) avec des chutes modérées la nuit, et une différence faible l'hiver. C'est un climat humide, avec une hygrométrie variant généralement entre 70 et 91 % selon le moment de la journée et la saison.

## Description

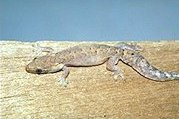
Lepidodactylus lugubris

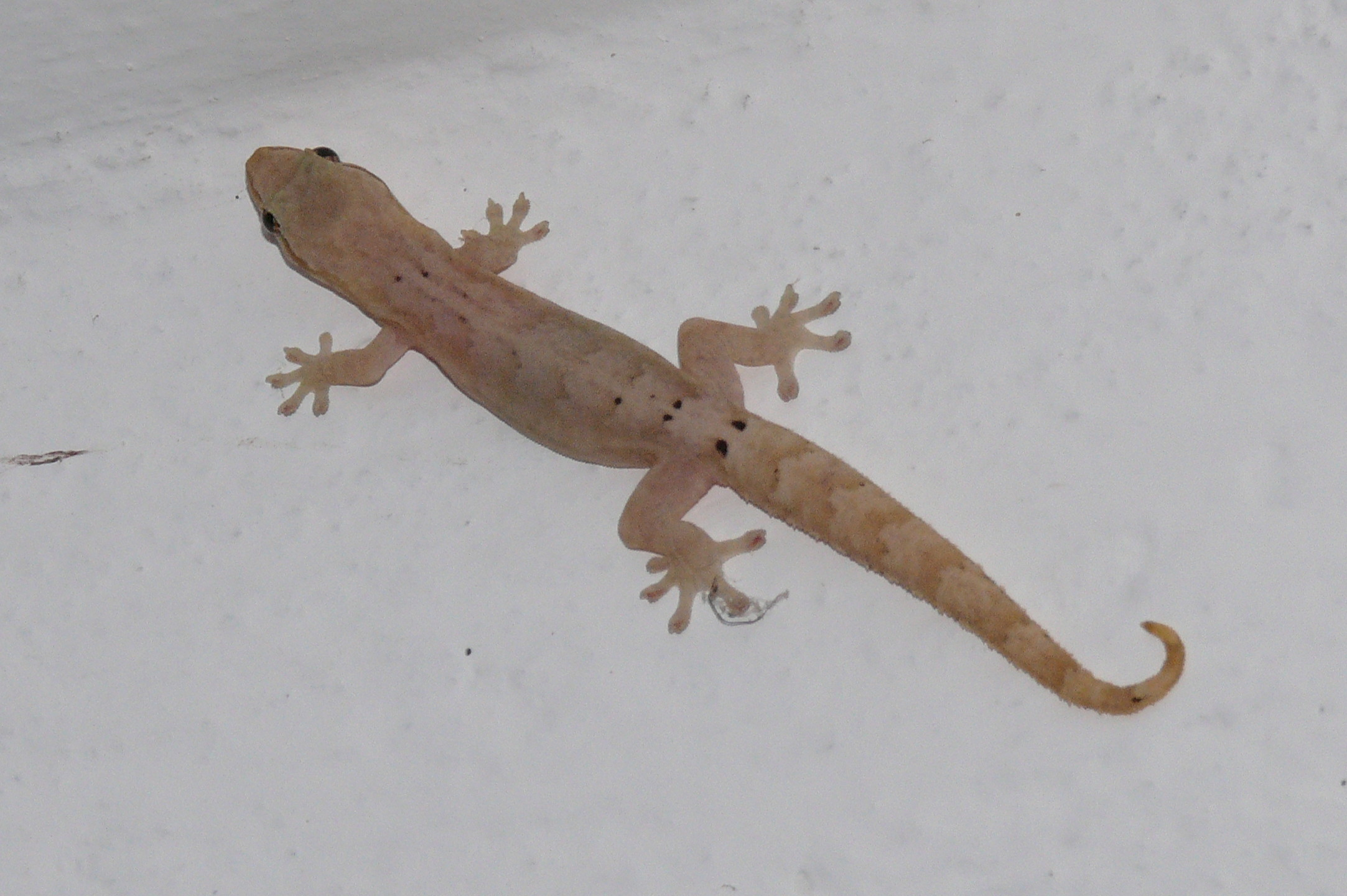
Lepidodactylus lugubris

C'est un gecko d'une longueur de 10 cm dont près de la moitié pour la queue. La couleur de base est marron-crème, avec des bandes transversales en zigzag brun et beige. Le dessous du corps est beige.
Ce gecko est capable de vocaliser. Son cri consiste en des séries de sons courts ressemblants à des "tchik", qui peuvent par ailleurs servir à la communication entre plusieurs individus.

## Alimentation
Ces geckos ont un régime alimentaire majoritairement insectivore mais ils sont aussi frugivores.

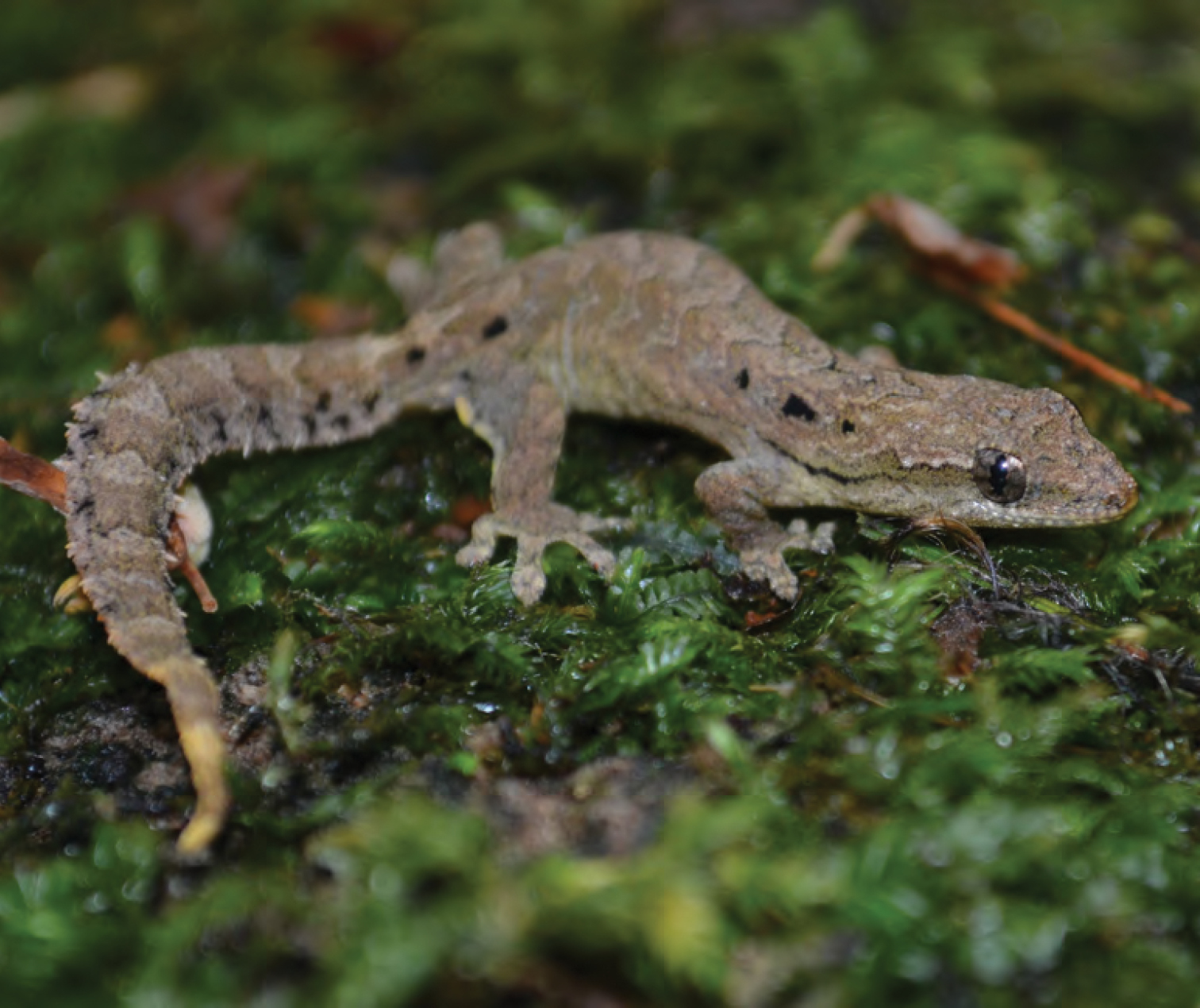
Lepidodactylus Lugubris sur une mousse

## Reproduction
Cette espèce est parthénogénétique, c’est-à-dire que les femelles pondent des œufs pouvant se développer sans être fécondés, les (rares) cas d'observation de mâles reportés parlent tous de mâles stériles. Cela dit, et selon les sources, il est également dit que cette espèce est à la base dotée d'une reproduction sexuée « classique » mais que les femelles peuvent s'adapter à l'absence de mâle en devenant parthénogénétiques.
Ces animaux peuvent se reproduire avant leur première année, vers huit à dix mois.
Les pontes se font en général par séries de deux œufs, et ce sont des geckos prolifiques. Les œufs sont normalement collés à un support quelconque, et ne peuvent être décollés sans risques. Les œufs incubent durant deux mois à 21−22 °C.
Les petits mesurent entre trois et quatre centimètres à la naissance. Ils ont le même régime alimentaire que les adultes (la taille des proies est différente bien sûr), mais sont plus sensibles à la déshydratation ainsi qu'à l'assèchement de l'air (particulièrement lors des mues) en comparaison avec les adultes.
Les adultes peuvent à l'occasion pourchasser les petits, avec des cas de cannibalisme déjà observés notamment en captivité.

## Éthologie
Ces geckos sont nocturnes, mais sont également actifs ponctuellement durant la journée.
Les femelles sont plus territoriales que les femelles des autres espèces de geckos, mais pas autant que les mâles de ces autres espèces.

Certains auteurs notent par ailleurs que des comportements homosexuels entre les femelles peuvent parfois se produire.

## Philatélie
L'espèce a été représentée sur des timbres des pays suivants :
- Kiribati : en 1986 (15 c.)
- Salomon : en 1979 (10 c.)
- Tuvalu : en 1986 (15 c.)

## En captivité
Ce gecko se rencontre en terrariophilie. Il est un très bon lézard pour les débutants et est essentiellement maintenu en cohabitation avec des espèces de Dendrobates et/ou pour servir au nourrissage de certaines espèces se nourrissants de petits reptiles.

## Publication originale
- Duméril & Bibron, 1836 : Erpetologie Générale ou Histoire Naturelle Complete des Reptiles. Librairie Encyclopédique Roret, Paris, vol. 3, p. 1-517 (texte intégral).